# Sikora (województwo podlaskie)
Sikora – wieś w Polsce położona w województwie podlaskim, w powiecie grajewskim, w gminie Grajewo.
W latach 1975–1998 miejscowość administracyjnie należała do województwa łomżyńskiego.
Wierni kościoła rzymskokatolickiego należą do parafii Parafia św. Ojca Pio w Grajewie.